# Bolmört

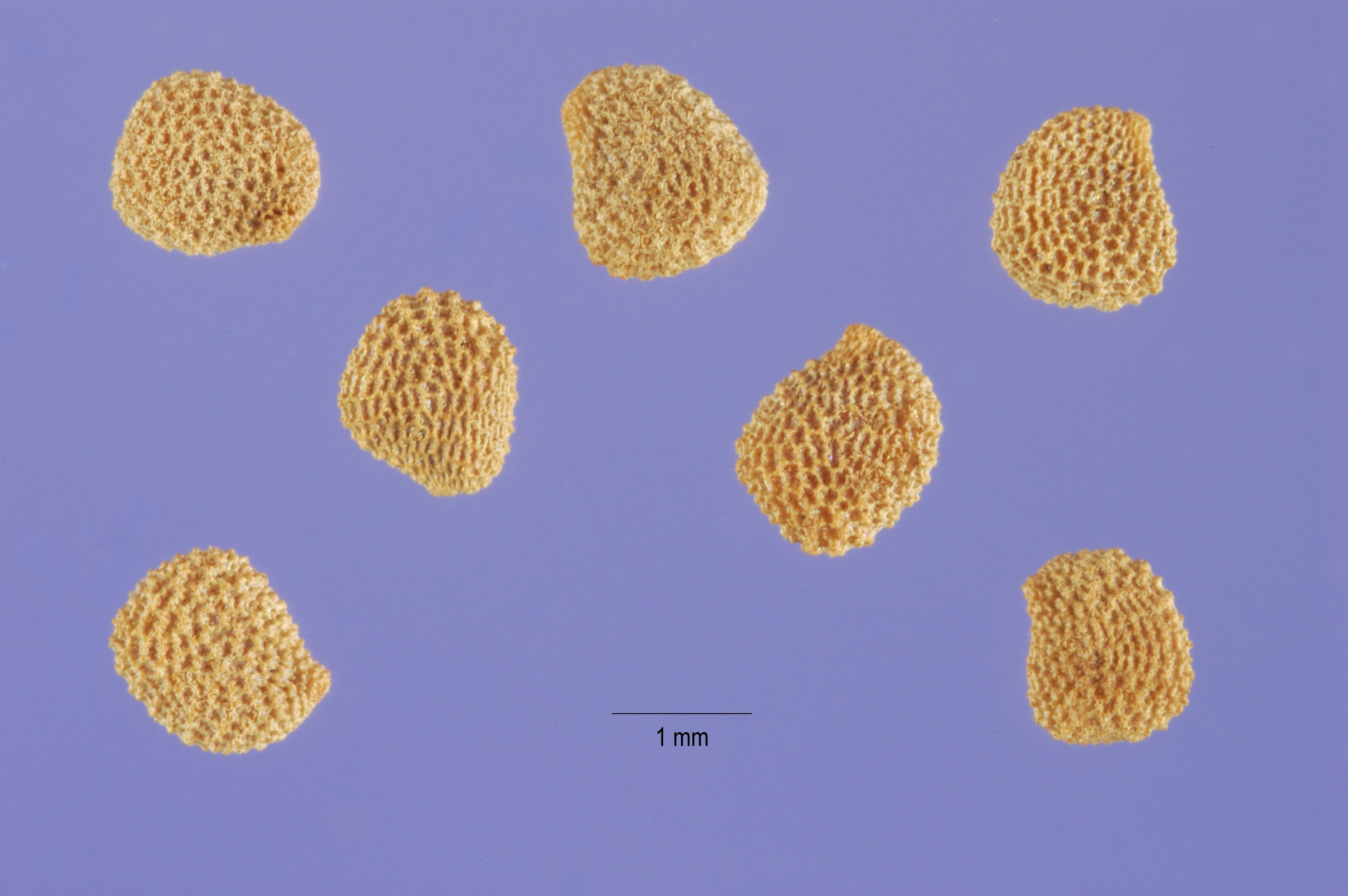
Bolmörtsfrö

Bolmört (Hyoscyamus niger) är en art i familjen potatisväxter, som först beskrevs av den svenske botanikern och zoologen Carl von Linné, 1753. Hela växten är mycket giftig.

## Beskrivning
Bolmört är ett- eller tvåårig, blir 0,5–1 meter hög och har grovt tandade blad. Hela växten är klibbig och har en obehaglig lukt. De trattlika blommorna har en smutsgul krona med violetta, smala ränder och är mörkt violettfärgade nedtill på insidan. Blomningen inträffar från juni till september. Frukten är en mångfröig kapsel som sitter omsluten av fodret. Varje planta kan ge upp till 8 000 frön.

## Utbredning
Bolmörten härstammar från Medelhavsområdet och västra Asien, och den förekommer i en stor del av Europa.
Första skriftliga fynduppgiften publicerades 1658, men arten är känd redan under medeltiden. Växten förekommer numera sällsynt och ibland tillfälligt i södra och mellersta Sverige och längs Norrlandskusten. Den växer vid vägkanter och på ladugårdsbackar med mera.
Fröna kan bevaras i jorden under lång tid och bolmörtsfrön har varit grobara även efter flera hundra år.

## Användning
Bolmört har använts som medicinalväxt mycket långt tillbaka i tiden och omtalas redan för 6 000 år sedan på sumeriska lertavlor. Den var känd av babylonierna, forna egyptier, och i antika Grekland och Rom.
När och hur växten kom till Sverige är oklart, men arkeologiska fynd visar att bolmörten kom till Sverige senast under förromersk järnålder, möjligen som kulturväxt. Under medeltiden odlades bolmörten i Sverige i kloster och slottsträdgårdar.
- Bladen användes som sömn- och bedövningsmedel vid sinnessjukdom, magkramper och sjösjuka
- Bolmörtsolja användes mot örsprång
- Bladavkok användes som kärleksdryck
- Används för att utvinna de två hallucinogena ämnena atropin och skopolamin.
- Ångor användes mot tandvärk. Ångan användes också av hönstjuvar för att bedöva hönsen före stölden.

Flera giftmord med hjälp av bolmört har genomförts i historien. I Frankrike användes bolmörtsgift för lönnmord på franska aristokrater.
När torkad bolmört eller bolmörtsfrön glödgas uppstår en bolmande rök som orsakar hallucinationer. Vissa forskare anser att bolmört kan ha använts för att försätta sig i rus i form av "flygsalva"  som är känt från häxprocesserna under medeltiden. Völvan från Fyrkat hade bolmörtsfrön med sig när hon begravdes.

## Giftighet
Bolmört är mycket giftigt på grund av alkaloiderna hyoscyamin och skopolamin. Allvarliga förgiftningar har förekommit vid medicinsk användning och då växten använts i missbrukssyfte. Däremot är förgiftningar genom olyckshändelse hos barn ovanliga. Symtomen är muntorrhet, ansiktsrodnad, hjärtklappning, yrsel, vidgade pupiller, dimsyn, oro och hallucinationer. Om någon har fått i sig bolmört, ring 112 och begär Giftinformation. Sjukhus kan behöva uppsökas. Om mer än en smakbit förtärts, ge medicinskt kol. 

## Namn
Växten hette tidigare bolma och bakgrunden är oklar. Antingen syftar bolma på "stöpt rund klump", som kan ha med fröets form att göra, eller så syftar det på "svindla för ögonen", som då kan anspela på bolmörtsförgiftning. Namnet finns belagt i skrift 1628. Flera andra namn fanns, som trullkål, galneört, sömnört och hjärnbrylla. På engelska heter växten henbane som motsvarar "hönbane" på svenska.
Det namnet hyocyamus kommer från grekiskan och betyder "svinböna". Namnet niger betyder ”svart” på latin.